# Тійу Кулл
Тійу Веллівна Кулл (ест. Tiiu Kull, нар.. 26 серпня 1958 року, Таллінн) — естонська ботанік, завідувачка кафедри ботаніки Естонського університету наук про життя.

## Життєпис
Тійу Кулл народилася 1958 року. Вона навчалася в 27-й Талліннській початковій школі і 7-й середній школі. Закінчила в 1981 році Тартуський університет, факультет біології та географії, кафедру біології. Спеціалізується на ботаніці.
Тійу Кулл працювала старшим науковим співробітником сільськогосподарського університету. Спеціалізується на вивченні динаміки популяції рослин. Вчена опублікувала ряд наукових робіт і статей про динаміку популяції рослин. У 1997 році завершила роботу «Дослідження популяцій орхідей Естонії».

## Деякі роботи
- Kull, Tiiu; Arditti, Joseph; Wong, Sek Man (eds.) 2009. Orchid Biology: Reviews and Perspectives X. Berlin: Springer.
- Kull, Tiiu; Kull, Kalevi (1991). Preliminary results from a study of populations of Cypripedium calceolus in Estonia. In: Wells, T. C.E.; Willems, J. H. (Ed.). Population Ecology of Terrestrial Orchids (69−76). S P B ACADEMIC PUBL.
- Kull, T.; Paaver, T. (1997). Patterns of aspartate aminotransferase variation in relation to population size, founder effect and phytogeographic history in Cypripedium calceolus L. Proceedings of the Estonian Academy of Sciences, 46, 4−11.
- Биология для гимназии. III часть, [Растения, животные] / Тийу Кулль, Калеви Кулль, Урмас Тартес, Март Вийкмаа; редактор Калле Хейн; [перевод с эстонского: Андрей Милютин, Марина Раудар]. — Тарту: Ээсти Лоодусфото, 2001. — 159
- Punning, Jaan-Mati (koost.); Kangur, Mihkel (koost.); Terasmaa, Jaanus (koost.); Kapanen, Galina (koost.); Kull, Tiiu (koost.); Kanal, Arno (koos.); Gromov, Allan (eessõna aut.) (2004). National capacity needs self-assessment for global environmental management in Estonia [Võrguteavik]: final NCSA-Estonia document: GEF project GF/2740-03-4608. 120.
- Ööpik, Merle; Kukk, Toomas; Kull, Kalevi; Kull, Tiiu (2008). The importance of human mediation in species establishment: Analysis of the Alien Flora of Estonia. Boreal Environment Research, 13, 53−67.
- Meltsov, Vivika; Poska, Anneli; Odgaard, Bent Vad; Sammul, Marek; Kull, Tiiu (2011). Palynological richness and pollen sample evenness in relation to local floristic diversity in southern Estonia. Review of Palaeobotany and Palynology, 166, 344−351.
- Heinsoo, Katrin; Melts, Indrek; Kull, Tiiu (2015). Agricultural bioenergy production. In: Lichtfouse, E. (Ed.). Sustainable Agriculture Reviews (77−106). Springer International Publishing. (Sustainable Agriculture Reviews; 18).